# Traditionele partij
Een traditionele partij is een politieke partij in een land of regio die gestoeld is op een belangrijke ideologische beschouwing, een zekere traditie heeft en veelvuldig deelneemt aan het beleid. Hoewel het begrip subjectief is, lijkt er meestal toch overeenstemming te bestaan over de vraag welke traditionele partijen een democratie telt.

## Europa
Op Europees niveau zijn er drie traditionele Europese politieke partijen: de christendemocratische Europese Volkspartij, de Partij van de Europese Sociaaldemocraten en de Partij van Europese Liberalen en Democraten. De drie partijen zijn samengesteld uit partijen uit nagenoeg alle lidstaten van de EU en kennen een grote aanhang in het Europees Parlement.
Deze lijst bevat telkens de grootste partij die lid is van de EVP, respectievelijk de PES of de ELDR. Merk op dat de liberale partij vaak slechts een zeer kleine partij is. De meest partijen in deze lijst zijn traditionele partijen, maar niet allemaal; anderzijds zijn sommige traditionele partijen zoals de Britse Conservative Party  niet vermeld omdat ze niet tot een van de drie Europese partijen behoren. Vanwege de specifieke situatie in België worden de drie Gemeenschappen apart vermeld.
| Land                    | EVP (christendemocraten)                           | PES (sociaaldemocraten)                        | ELDR (liberalen)                        |
| ----------------------- | -------------------------------------------------- | ---------------------------------------------- | --------------------------------------- |
| Bulgarije               | Граждани за европейско развитие на България        | Bulgaarse Socialistische Partij                | Beweging voor Rechten en Vrijheden      |
| Cyprus                  | Dimokratikos Synagermos                            | Kinima Sosialdimokraton                        | Enomeni Dimokrates                      |
| Denemarken              | Det Konservative Folkeparti                        | Socialdemokraterne                             | Venstre                                 |
| Duitsland               | Union                                              | Sozialdemokratische Partei Deutschlands        | Freie Demokratische Partei              |
| Duitstalige Gemeenschap | Christlich Soziale Partei                          | Sozialistische Partei                          | Partei für Freiheit und Fortschritt     |
| Estland                 | Isamaa ja Res Publica Liit                         | Sociaaldemocratische Partij                    | Eesti Reformierakond                    |
| Finland                 | Nationale Coalitiepartij                           | Sociaaldemocratische Partij van Finland        | Centrumpartij van Finland               |
| Frankrijk               | Union pour un Mouvement Populaire                  | Parti Socialiste                               | Parti Radical de Gauche                 |
| Franse Gemeenschap      | Centre Démocrate Humaniste                         | Parti Socialiste                               | Mouvement Réformateur                   |
| Griekenland             | Nea Dimokratia                                     | PASOK                                          | Democratische Alliantie                 |
| Hongarije               | Fidesz                                             | Hongaarse Socialistische Arbeiderspartij       | Alliantie van Vrije Democraten          |
| Ierland                 | Fine Gael                                          | Irish Labour Party                             | Fianna Fáil                             |
| Italië                  | Il Popolo della Libertà                            | Partito Democratico                            | Italia dei Valori                       |
| Letland                 | Eenheid                                            | Latvijas Sociāldemokrātiskā Strādnieku Partija | Liberalų Sąjūdis                        |
| Litouwen                | Tėvynės Sąjunga – Lietuvos krikščionys demokratai  | Lietuvos Socialdemokratu Partija               | Liberalų Sąjūdis                        |
| Luxemburg               | Chrëschtlech Sozial Vollekspartei                  | Lëtzebuerger Sozialistesch Aarbechterpartei    | Demokratesch Partei                     |
| Malta                   | Partit Nazzjonalista                               | Malta Labour Party                             | geen                                    |
| Nederland               | Christen-Democratisch Appèl                        | Partij van de Arbeid                           | Volkspartij voor Vrijheid en Democratie |
| Oostenrijk              | Oostenrijkse Volkspartij                           | Sociaaldemocratische Partij van Oostenrijk     | Liberales Forum                         |
| Polen                   | Burgerplatform                                     | Alliantie van Democratisch Links               | Democratische Partij - demokraci.pl     |
| Portugal                | Partido Popular                                    | Partido Socialista                             | geen                                    |
| Roemenië                | Democratische Partij                               | Sociaaldemocratische Partij                    | Nationaal-Liberale Partij               |
| Slovenië                | Sloveense Democratische Partij                     | Sociaaldemocraten                              | Zares                                   |
| Slowakije               | Kresťanskodemokratické hnutie                      | SMER - sociálna demokracia                     | Sloboda a Solidarita                    |
| Spanje                  | Volkspartij                                        | Spaanse Socialistische Arbeiderspartij         | Centro Democrático Liberal              |
| Tsjechië                | Christendemocratische Unie-Tsjechische Volkspartij | Tsjechische Sociaaldemocratische Partij        | geen                                    |
| Verenigd Koninkrijk     | geen                                               | Labour Party                                   | Liberal Democrats                       |
| Vlaanderen              | Christen-Democratisch en Vlaams                    | Vooruit                                        | Open Vlaamse Liberalen en Democraten    |
| Zweden                  | Moderata samlingspartiet                           | Sveriges socialdemokratiska arbetareparti      | Centerpartiet                           |

## Nederland
In Nederland zijn de traditionele partijen jonger: de sociaaldemocratische PvdA bestaat sinds 1946, de liberale VVD sinds 1948 en het christendemocratische CDA zelfs nog maar sinds 1980. Een opvallende trend in de Nederlandse situatie is de gestage afname van het cumulatief aantal zetels van de drie partijen, met name sinds 2003, hetgeen verband houdt met de doorbraak en consolidatie van protest- en getuigenispartijen binnen het Nederlandse politieke bestel.
| Partij | 1977 | 1981 | 1982 | 1986 | 1989 | 1994 | 1998 | 2002 | 2003 | 2006 | 2010 | 2012 | 2017 | 2021 | 2023 |
| ------ | ---- | ---- | ---- | ---- | ---- | ---- | ---- | ---- | ---- | ---- | ---- | ---- | ---- | ---- | ---- |
| CDA    | 49   | 48   | 45   | 54   | 54   | 34   | 29   | 43   | 44   | 41   | 21   | 13   | 19   | 15   | 5    |
| PvdA   | 53   | 44   | 47   | 52   | 49   | 37   | 45   | 23   | 42   | 33   | 30   | 38   | 9    | 9    | 25*  |
| VVD    | 28   | 26   | 36   | 27   | 22   | 31   | 38   | 24   | 28   | 22   | 31   | 41   | 33   | 34   | 24   |
| Totaal | 130  | 118  | 128  | 133  | 125  | 102  | 112  | 90   | 114  | 96   | 82   | 92   | 61   | 58   | 54   |

* Behaald zetelaantal in lijstverbinding met GroenLinks

## België
In België is de situatie nog een stuk ingewikkelder. Tot in de jaren zestig was de situatie vergelijkbaar met Nederland: een Liberale Partij, een Katholieke Partij en tot slot een Belgische Werkliedenpartij. Na de Tweede Wereldoorlog hielden de laatste twee partijen op te bestaan; de BWP werd opgevolgd door de BSP, de Katholieke Partij door de christendemocratische CVP. De Liberale Partij werd hernoemd tot PVV.
Merk echter op dat deze drie partijen unitaire partijen waren. Samen met de federalisering van België werden de partijen gesplitst in een Vlaamse, een Franstalige en een Duitstalige partij.
| Stroming           | Vlaanderen | Franse Gemeenschap | Duitstalige Gemeenschap |
| ------------------ | ---------- | ------------------ | ----------------------- |
| Christendemocratie | CVP        | PSC                | CSP                     |
| Liberalisme        | PVV        | PLP                | PFF                     |
| Sociaaldemocratie  | SP         | PS                 | SP                      |

De Franstalige partijen hebben echter nauwe banden met hun Duitstalige zusterpartijen.
Op de PS na zijn alle Vlaamse en Franstalige partijen ondertussen van naam veranderd:
| Stroming           | Vlaanderen | Franse Gemeenschap | Duitstalige Gemeenschap |
| ------------------ | ---------- | ------------------ | ----------------------- |
| Christendemocratie | CD&V       | cdH                | CSP                     |
| Liberalisme        | Open Vld   | MR                 | PFF                     |
| Sociaaldemocratie  | sp.a       | PS                 | SP                      |

Hierbij valt op dat het cdH zich niet meer christendemocratisch noemt, maar wel centristisch. Tot slot zij opgemerkt dat tot de MR ook de MCC behoort.

## Duitsland
In Duitsland gooien vooral de christendemocratische CDU en de sociaaldemocratische SPD hoge ogen. De veel kleinere liberale FDP is de afgelopen decennia vaak de coalitiepartner geweest van een van beide grote partijen.
De CDU komt niet op in Beieren; daar is echter de eveneens christendemocratische CSU actief, die niet opkomt in de rest van Duitsland. CDU en CSU worden samen Union genoemd.

## Griekenland
De tweede traditionele partijen in Griekenland zijn de christendemocratische Nea Dimokratia en de sociaaldemocratische PASOK. Bij de verkiezingen van 2009 haalden beide partijen samen nog 251 van de 300 zetels; bij de verkiezingen van mei 2012 daalde dat tot slechts 149, en werd de radicaal-linkse SYRIZA groter dan PASOK.

## VS
In de Verenigde Staten bestaat er een Democratische Partij en een Republikeinse Partij, opgericht in 1792 respectievelijk 1854. Beide partijen komen in heel de VS op, leveren alle of nagenoeg alle leden van de wetgevende kamers en gewoonlijk ook de president.